# Psenulus brevitarsis
Psenulus brevitarsis är en stekelart som beskrevs av Merisuo 1937. Psenulus brevitarsis ingår i släktet Psenulus, och familjen Crabronidae. Enligt den finländska rödlistan är arten starkt hotad i Finland. Arten har ej påträffats i Sverige. Artens livsmiljö är skogar.